# Johan Nilsson (konstnär)
Johan Nilsson, född 26 juni 1889 i Selarp, Trollenäs församling, Malmöhus län, död 8 juli 1950 i Göteborg, var en svensk målare och konservator.

## Biografi
Johan Nilsson var son till arrendatorn Jöns Nilsson och Johanna Larsson och från 1919 gift med med.dr. Anna Dahlström.
Nilsson började som målarlärling i Eslöv och var inskriven som elev vid Tekniska yrkesskolan i Malmö 1906–1910 där han avlade gesällprov som yrkesmålare 1908. Under studieåren passade han på att på kvällstid studera teckning vid olika kvällskurser. Protegerad av friherre Nils Trolle på Trollenäs kunde han studera vid Rudolf Rud-Pedersens konstskola i Köpenhamn 1910–1911. Därefter sökte han sig till Stockholm där han 1913 arbetade som dekorationsmålare med en viss handledning från Carl Wilhelmson. På Wilhelmsons inrådan reste han 1914 till Tyskland för att studera tavelrestaurering vid Kunst- und Gewerbemuseum i Hamburg. På grund av första världskriget tvingades han återvända till Sverige och tog då tjänst som konservator vid Röhsska konstslöjdmuseet 1915–1916.
Han var därefter huvudsakligen verksam med restaureringar av kyrkor och kyrklig konst. Han arbetade bland annat i Fässbergs, Östads, Skålleruds och Torps kyrkor. Bland hans större arbeten var renoveringen av Pehr Hörbergs stora altartavla i Årstads kyrka. Bland hans profana arbeten märks restaureringen av konstföremål vid Björne säteri i Värmland och Gathenhielmska huset i Göteborg. Han medverkade i Skånska konstnärslagets utställning på Malmö museum 1913, Skånes konstförenings utställning i Malmö 1915, på Liljevalchs konsthall 1922 och i samlingsutställningar med Sveriges allmänna konstförening. Han medverkade som inbjuden gäst vid Internationale Pelzfach-Ausstellung i Leipzig 1930.
Han var en ivrig jägare och naturvän och detta återspeglas i hans konst där han har utfört målningar med djurstudier och rena landskapsmålningar. Han var under 1930-talet en av de drivande bakom Kulturminnesföreningen Gatenhielm i Göteborg och skapandet av Gatenhielms byggnadsreservat.
Nilsson är representerad vid några skolor i Göteborg samt med målningen Svanor på isen vid Gävle museum.